# Chapelle Notre-Dame-de-Grâce d'Équemauville
Pour l’article homonyme, voir Notre-Dame-de-Grâce (homonymie).
La chapelle Notre-Dame-de-Grâce est une chapelle catholique située à Équemauville, dans le département français du Calvados en région Normandie.

## Localisation
La chapelle est située sur la commune d'Équemauville, sur le plateau de Grâce qui surplombe Honfleur face à l'estuaire de la Seine.

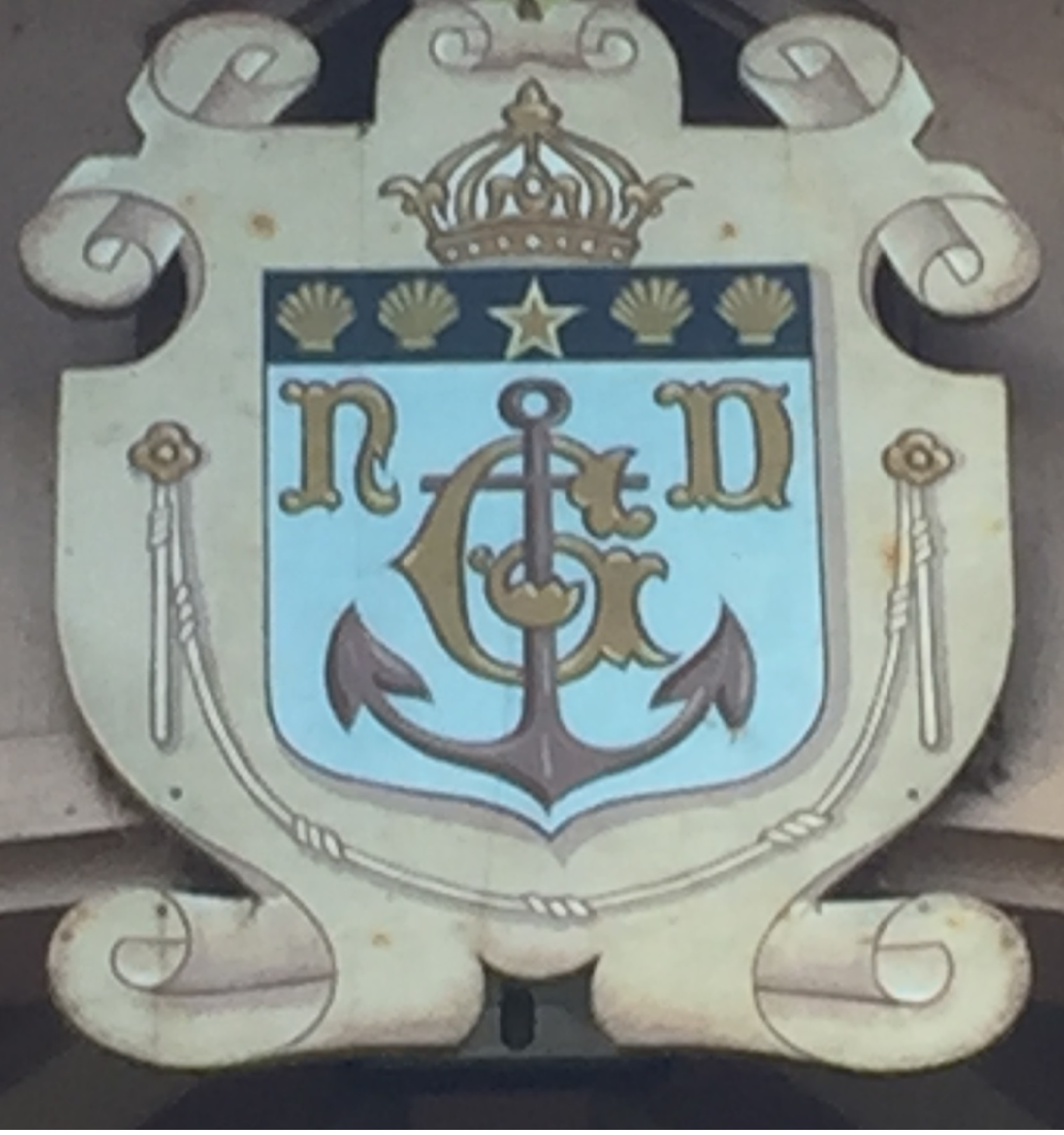
Blason de la chapelle Notre-Dame-de-Grâce d'Equemauville

## Historique
La chapelle Notre-Dame-de-Grâce est construite en 1600-1615 par les bourgeois et les marins de Honfleur à l'emplacement d'une ancienne chapelle disparue dans un éboulement de la falaise. Cette chapelle primitive fut fondée avant l’an 1023 par Richard II, alors duc de Normandie, pour accomplir un vœu fait au cours d’une tempête où il avait failli périr. Depuis, le culte de Notre-Dame-de-Grâce s’est perpétué.
L'édifice est classé au titre des monuments historiques en 1938.

## Description

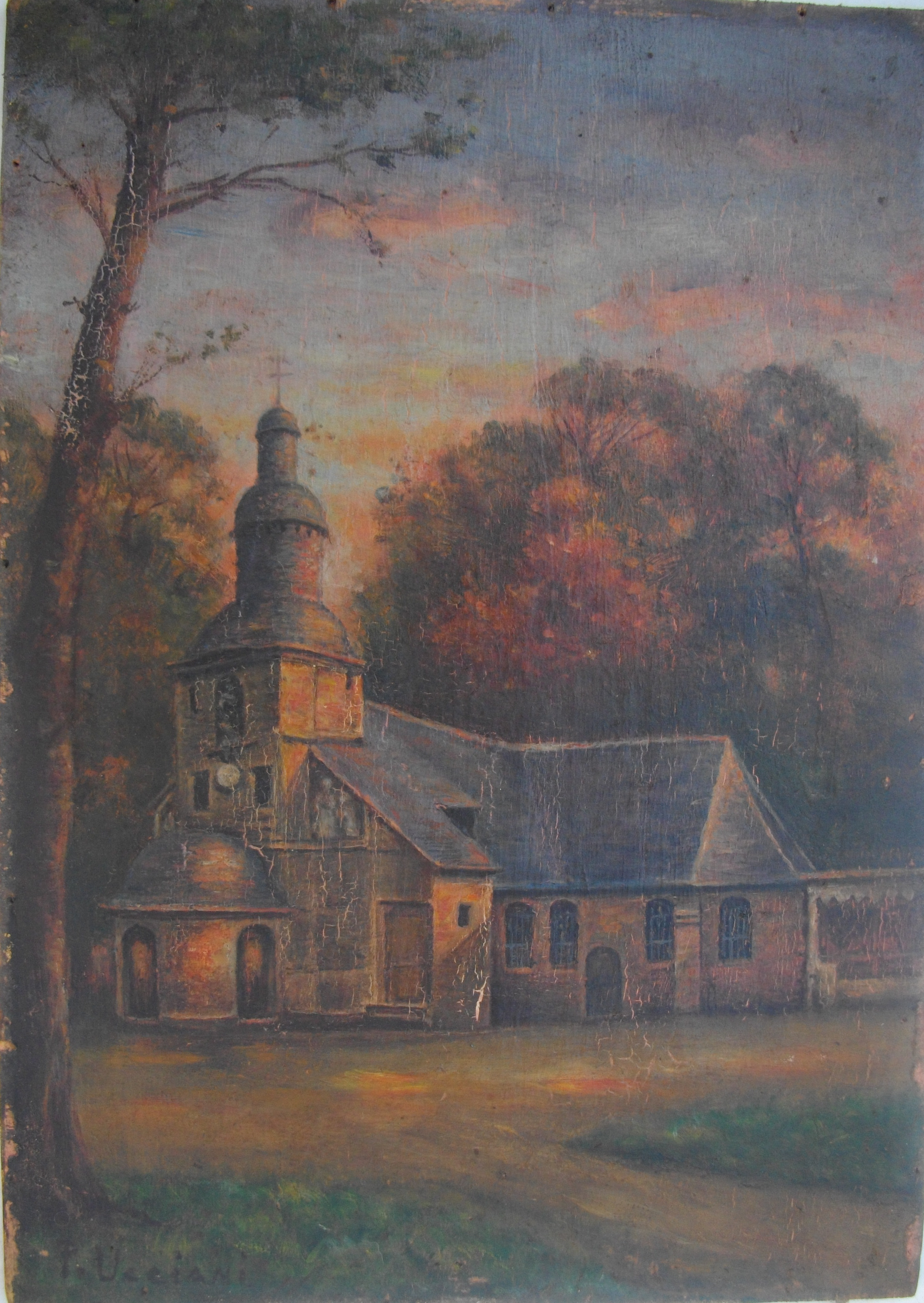
Chapelle Notre-Dame-de-Grâce, Pierre Ucciani (1910), Collection Ucciani.

Situé sur les hauteurs dominant la ville de Honfleur, mais sur le territoire d'Équemauville, cet édifice reconstruit à la suite de l'effondrement de la falaise abrite des ex-voto, maquettes de bateaux et un orgue réalisé par le facteur d'orgue Dupont en 1990. À l'extérieur, on peut voir les cloches des pèlerinages.